# Viola magnifica
Viola magnifica C.J.Wang & X.D.Wang – gatunek roślin z rodziny fiołkowatych (Violaceae). Występuje endemicznie naturalnie w Chinach – w Anhui, Kuejczou, Henan, Hubei, Hunan, Jiangxi, południowym Shaanxi, południowym Syczuanie i Zhejiang. 

## Morfologia
PokrójBylina dorastająca do 28 cm wysokości, tworzy kłącza.
LiścieBlaszka liściowa ma owalnie trójkątny kształt. Mierzy 7–15 cm długości oraz 4–8 cm szerokości, jest piłkowana na brzegu, ma sercowatą nasadę i spiczasty wierzchołek. Ogonek liściowy jest nagi i ma 5–20 cm długości. Przylistki są lancetowate i osiągają 12 mm długości.
KwiatyPojedyncze, wyrastające z kątów pędów. Mają działki kielicha o owalnym kształcie i dorastające do 4–7 mm długości. Płatki są odwrotnie jajowate lub podługowate, dolny płatek jest podługowaty, mierzy 19 mm długości, posiada obłą ostrogę o długości 3 mm.
OwoceTorebki mierzące 12-20 mm długości, o elipsoidalnym kształcie.

## Biologia i ekologia
Rośnie w lasach oraz na skarpach. Występuje na wysokości od 800 do 2000 m n.p.m.